# Chiesa dei Santi Boris e Gleb
La chiesa di Boris e Gleb (in russo Церковь Бориса и Глеба?) è un'antica chiesa del piccolo villaggio di Kidekša, nell'Oblast' di Vladimir, in Russia. Costruita nel 1152 per ordine di Jurij Dolgorukij, dal 1992 fa parte della lista dei patrimoni dell'umanità UNESCO insieme agli altri edifici conosciuti con il nome di "monumenti bianchi di Vladimir e Suzdal'".

## Storia e descrizione
L'edificio faceva probabilmente parte di un complesso nobiliare in legno, utilizzato da Jurij Dolgorukij fino al 1155, anno in cui costui tornò a Kiev per ricoprire la carica di gran principe della Rus' di Kiev. Nel periodo in cui la chiesa fu costruita, Kidekša era una città importante, posta a 4 chilometri di distanza da Suzdal'. In seguito, il suo prestigio decadde a causa dell'invasione mongola.
La chiesa fu costruita in pietra calcarea da architetti provenienti dalla Galizia. Oltre ad essere una delle più antiche chiese della zona, è anche tra le poche ancora in piedi tra quelle fatte costruire da Dolgorukij. Al suo interno sono visibili degli affreschi del XII secolo, sebbene risultino fortemente danneggiati. Nel corso del medioevo l'edificio fu sede di un monastero e assolse le funzioni di parrocchia.
Lungo i secoli sono state numerose le modifiche apportate alla fisionomia originaria della chiesa. Uno degli interventi maggiormente significativi fu realizzato nel 1660, anno in cui il tetto fu sostituito e gli archi e le colonne furono smantellati. Nel XIX secolo alla struttura fu aggiunto un sagrato.
La chiesa è consacrata ai santi martiri Boris e Gleb, figli di Vladimir I di Kiev e particolarmente venerati nel periodo medievale russo. La tradizione afferma che l'edificio sorge in un luogo in cui era stato uno dei due fratelli, cioè Boris.

## Galleria d'immagini

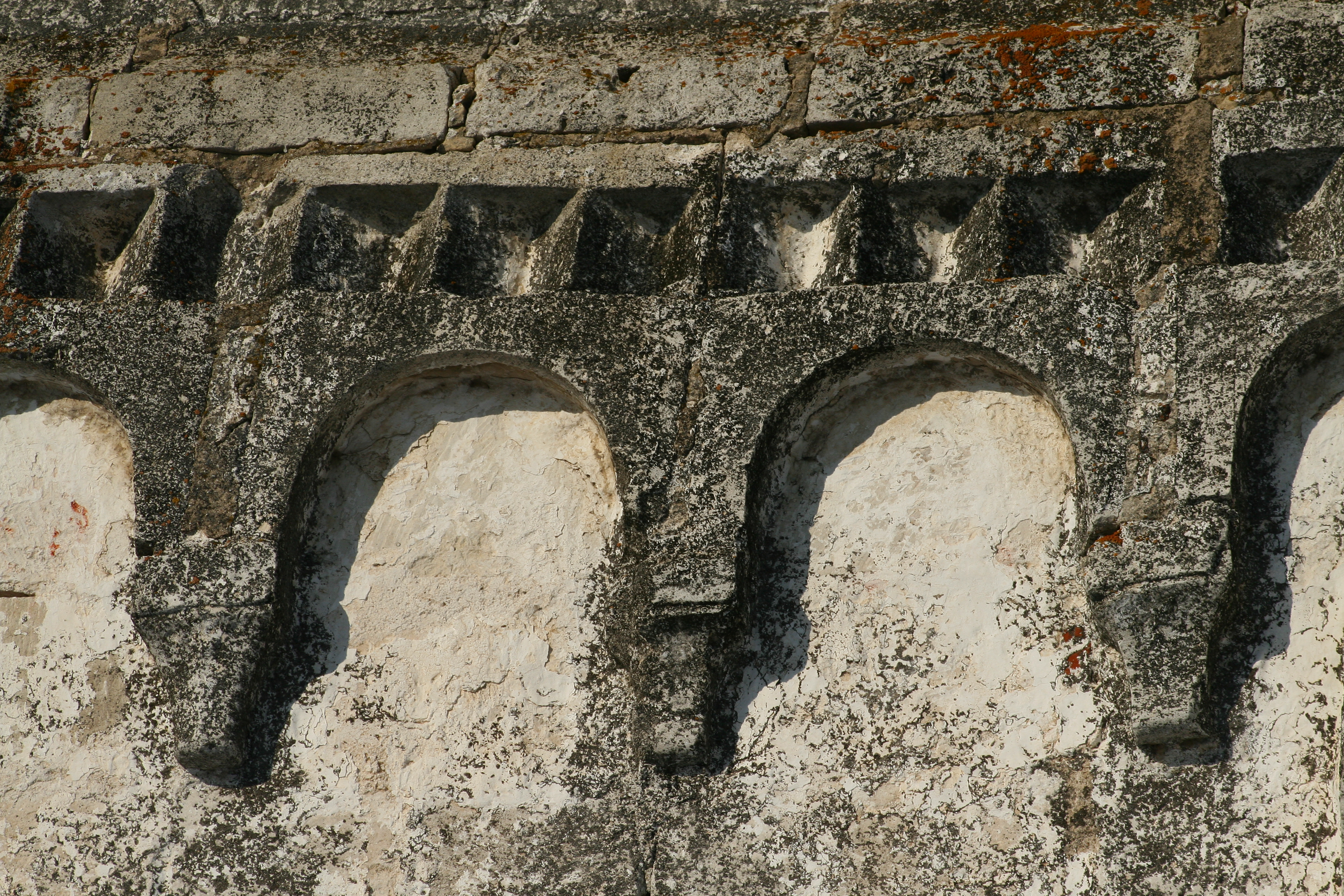
Particolare degli archi
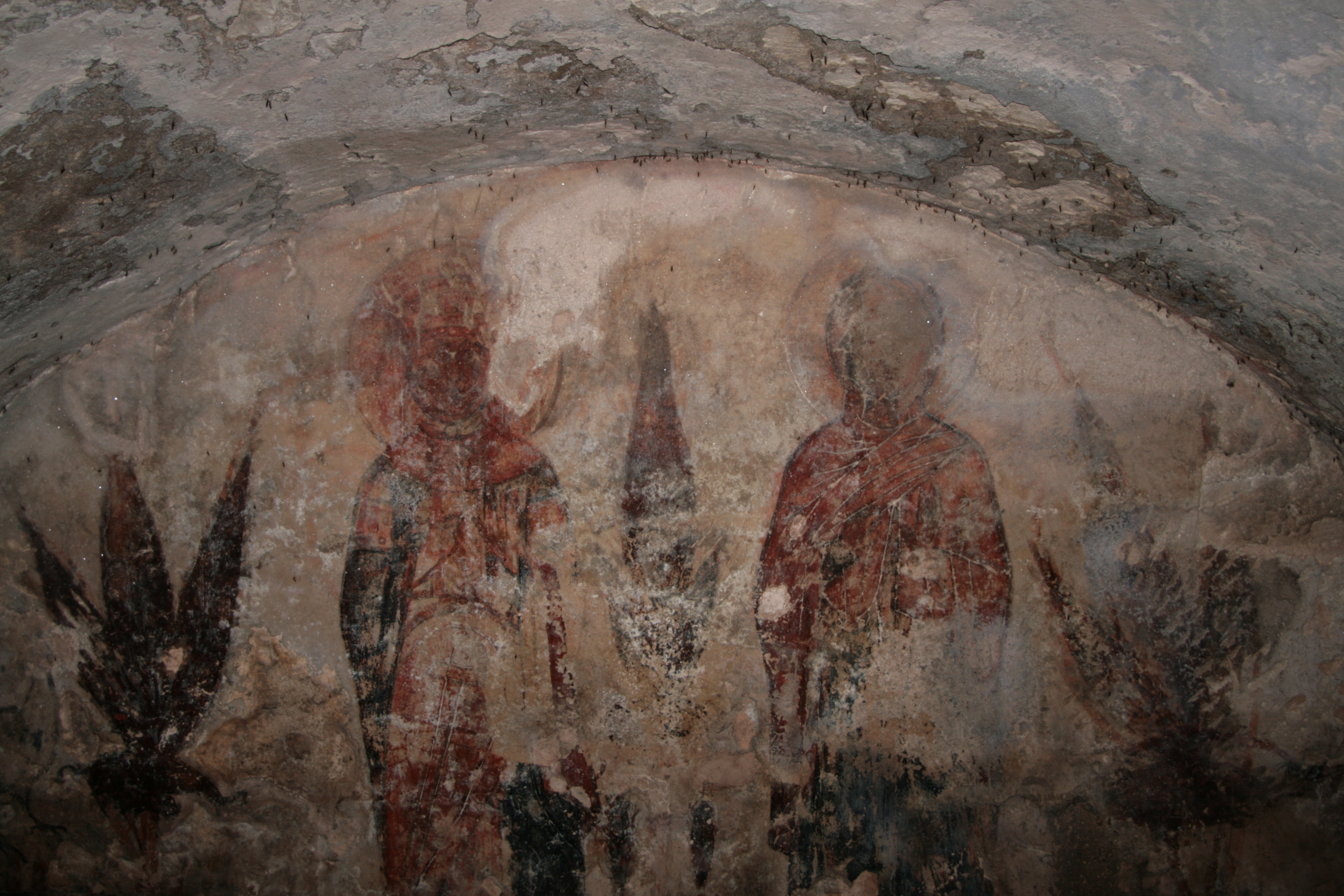
Affreschi della parete nord
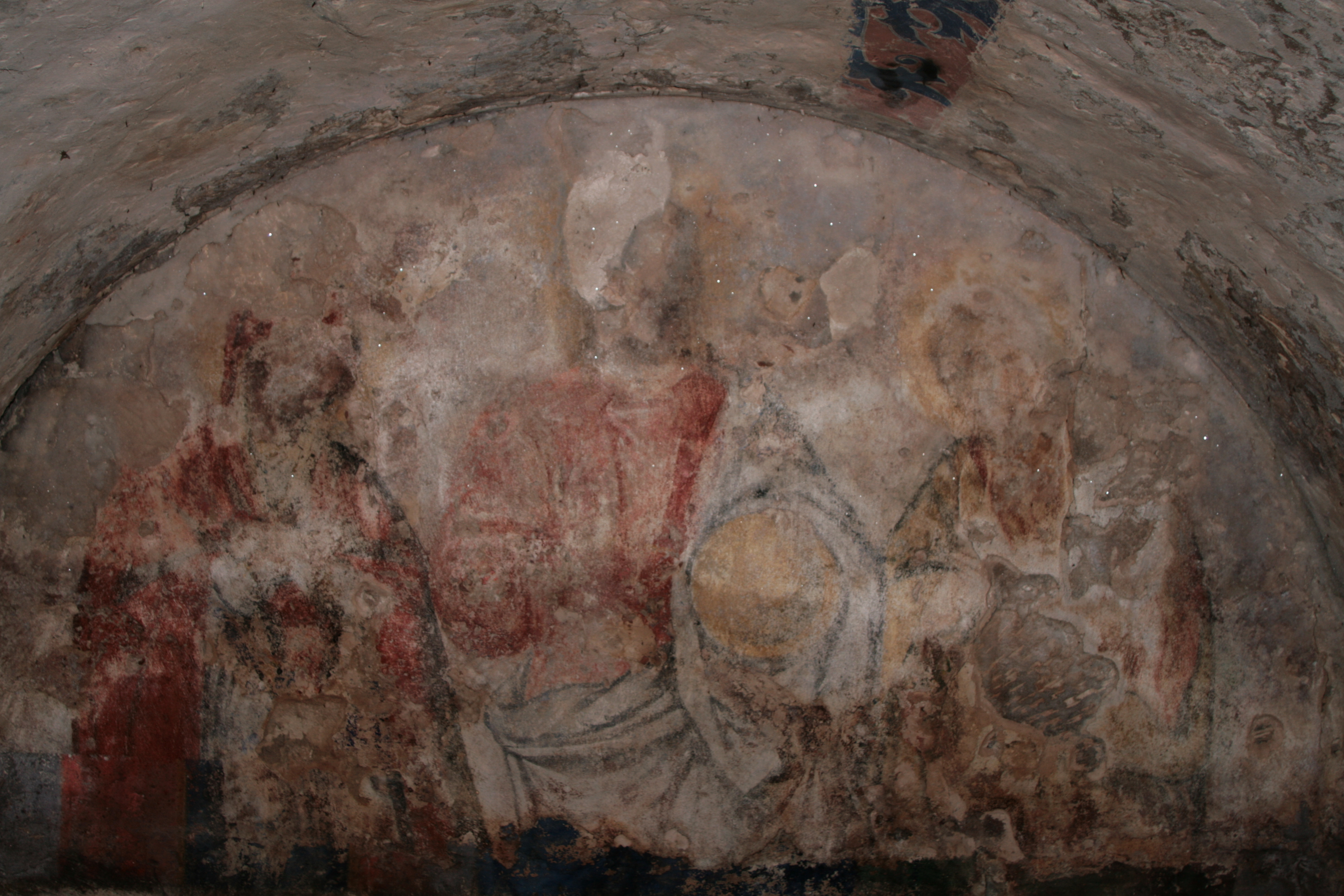
Affreschi della parete sud